# Videogiochi nel 1971

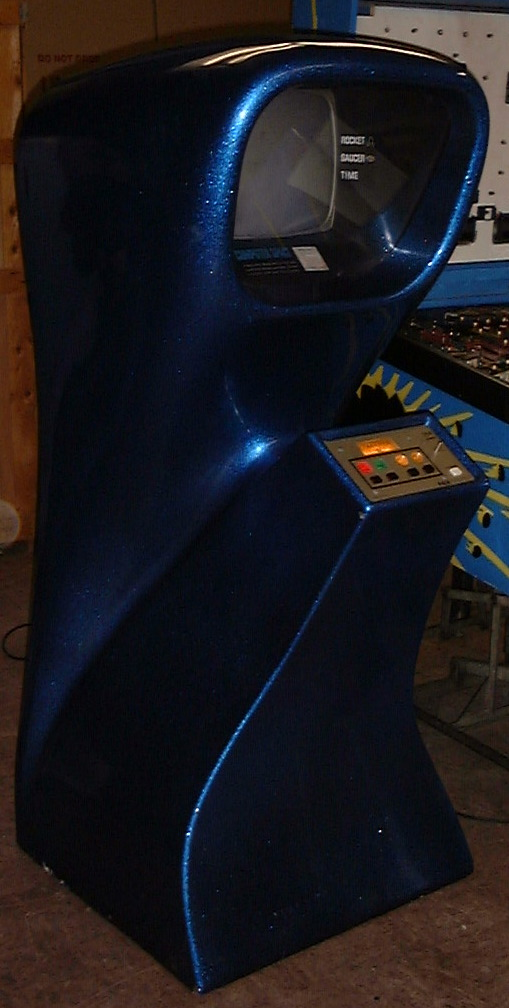
Computer Space

Eventi rilevanti avvenuti nell'industria dei videogiochi nel 1971. 
Per un elenco delle voci su giochi usciti nell'anno vedi Categoria:Videogiochi del 1971.

## Eventi
- 22 marzo - Ralph Baer presenta presso l'United States Patent and Trademark Office un brevetto per un "apparato televisivo per il gioco e l'insegnamento."[1]
- Giugno - Bill Pitts e Hugh Tuck fondano la Computer Recreations, Inc.[2]
- Magnavox firma una licenza con la Sanders Associates per la console  Odyssey.[3]
- Nakamura Manufacturing Ltd. decide di utilizzare il marchio "Namco".[4]

- settembre - la Computer Recreations, Inc. installa Galaxy Game, una versione di Spacewar! per i sistemi PDP-11. Questo è il primo videogioco arcade noto, installato presso la Tresidder Union alla Stanford University.[2]
- novembre - la Nutting Associates costruisce 1500 cabinet del gioco Computer Space di  Nolan Bushnell. Questa è la prima installazione commerciale di un videogioco arcade.[3]
- Don Rawitsch, Paul Dillenberger e Bill Heinemann studenti della Carleton College sviluppano The Oregon Trail per un computer con terminali telescriventi.[5]
- Don Daglow programma il primo videogioco di baseball nel sistema PDP-10 del Pomona College.[6]
- Mike Mayfield sviluppa Star Trek per il minicomputer Scientific Data Systems Sigma 7.[7]